# Theo Pahlplatz
Theodorus Hermanus Johannes Maria (Theo) Pahlplatz (Oldenzaal, 3 april 1947 – 2 juli 2023) was een Nederlands voetballer die zijn gehele profvoetballoopbaan uitkwam voor FC Twente. Hij speelde als aanvaller of aanvallende middenvelder.

## Loopbaan
Pahlplatz begon zijn voetbalcarrière bij amateurclub Quick'20 in zijn geboorteplaats Oldenzaal. In juni 1964 werd hij met deze ploeg tweede in de strijd om het Nederlands kampioenschap bij de amateurs. Later dat jaar maakte hij zijn debuut voor het Nederlands amateurelftal, waarin hij samen speelde met onder meer Jan Mulder. In het voorjaar van 1966 toonden zowel FC Twente, RSC Anderlecht, Sparta en DWS interesse. Uiteindelijk tekende hij bij Twente, dat hem een contract bood met een looptijd van vijf jaar. Zijn laatste wedstrijd met Quick'20 was de finale om het Nederlands kampioenschap bij de amateurs, die verloren ging tegen Middelburg.
Pahlplatz speelde zich in zijn eerste seizoen bij FC Twente direct in de basis en kwam in alle 34 wedstrijden uit. Ook werd hij geselecteerd voor Jong Oranje. Twente deed het elk seizoen beter en deed in seizoen 1968/69 zelfs lang mee om de landstitel. Inmiddels had Pahlplatz ook zijn eerste interland voor het Nederlands elftal gemaakt, op 29 november 1967 maakte hij tegen de Sovjet-Unie zijn debuut. Van 1967 tot 1972 speelde hij dertien interlands, waarin hij drie keer scoorde. Echt tevreden was Pahlplatz echter niet met zijn rol in Oranje. Aanvankelijk was hij meestal invaller of reserve en stond hij op het punt om bij bondscoach Georg Keßler te bedanken voor het nationale team. Slechts één keer, in zijn voorlaatste interland op 30 augustus 1972 tegen Tsjecho-Slowakije, speelde hij vanaf zijn favoriete rechtsbuitenpositie. Op 1 november 1972 speelde hij zijn laatste interland, tegen Noorwegen.
Met FC Twente haalde Pahlplatz ondertussen goede resultaten. De club eindigde tussen 1968 en 1976 steevast in de top vijf van de competitie, met als uitschieter een tweede plaats in seizoen 1973/74. In 1972/73 reikte Twente tot de halve finale van de UEFA Cup en twee jaar later zelfs tot de finale. Beide keren werd de ploeg echter verslagen door Borussia Mönchengladbach. Zowel in 1975 als in 1977 werd de finale gehaald van de KNVB beker. Met Pahlplatz als invaller werd in 1977 de beker gewonnen, de eerste en enige prijs voor Pahlplatz. Seizoen 1978/79 werd uiteindelijk het laatste jaar van Pahlplatz bij FC Twente. Hoewel hij geregeld speelde en een goed seizoen draaide, kreeg hij in de zomer van 1979 een verlaagd contract aangeboden waarmee hij niet akkoord ging. Er was interesse van SC Heracles en KRC Harelbeke, maar Pahlplatz tekende bij de Duitse amateurclub FC Epe uit het stadtteil Epe van Gronau, waar hij in het seizoen 1980/81 als speler-trainer fungeerde. Pahlplatz was hierna actief bij de Mini-voetbalshow. In 1985 maakte hij een rentree bij Quick '20 als libero.
Pahlplatz scoorde in totaal 82 doelpunten in 468 officiële wedstrijden voor FC Twente. Met zijn dertien interlands is hij de speler die in dienst van FC Twente het meest voor het Nederlands elftal uitkwam. Hij was na zijn actieve voetbalcarrière onder meer scout voor Twente. Met het team van Oost-Nederland nam hij deel aan de Mini-voetbalshow. Pahlplatz is de vader van voetballer Boudewijn Pahlplatz, die uitkwam voor FC Twente en PSV.
Op 8 mei 2011 mocht Pahlplatz in De Kuip de KNVB beker uitreiken aan Twente-aanvoerder Peter Wisgerhof, na de met 3-2 gewonnen finale tegen Ajax.
Pahlplatz overleed op 76-jarige leeftijd.